# Godsend
Godsend (v anglickém originále Godsend) je americko-kanadský dramatický film z roku 2004. Režisérem filmu je Nick Hamm. Hlavní role ve filmu ztvárnili Greg Kinnear, Rebecca Romijn, Robert De Niro, Cameron Bright a Janet Bailey.

## Obsazení
| Greg Kinnear        | Paul Duncan   |
| Rebecca Romijn      | Jessie Duncan |
| Robert De Niro      | Richard Wells |
| Cameron Bright      | Adam Duncan   |
| Janet Bailey        | Cora Williams |
| Christopher Britton | Dr. Lieber    |
| Jake Simons         | Dan Sandler   |
| Elle Downs          | Clara Sandler |